# Тромбоз печеристого синуса
Тромбоз кавернозного (печеристого) синуса — закупорення тромбом печеристих пазух, розташованих у основі черепа по обидва боки від турецького сідла. Кавернозний синус відповідає за венозний відтік від очниць і мозку та носогубного трикутника.

## Причини хвороби
Як правило, тромбоз розвивається внаслідок запальних процесів у організмі, серед яких можна виділити такі:
- інфекція придаткових пазух носа
- гострі гнійні запалення шкіри навколо очей або носа, що поширюються в мозок
- серцева чи легенева недостатність
- пухлини, що локалізуються в мозку
- тромбоз судин мозку
- геморагічний інфаркт мозку
- ішемія, набряк головного мозку
- здавлення позачерепних вен
- здавлювання вен внаслідок водянки мозку й краніостенозу
- задуха новонародженого
- мастоїдит (запальний процес, що відбувається в слизовій вистилці печери й пористих структурах соскоподібного відростка скроневої кістки позаду вуха)
- отит (запалення у вусі)
- фурункульоз (запалення сальної залози, волосяного фолікула й навколишніх тканин, яке викликане бактеріями)
- флегмона орбіти (запалення гнійного характеру в клітковинних просторах)

Також до групи ризику по розвитку тромбозу входять жінки, у тілі яких виникли локальні запалення після пологів або аборту.

## Симптоми й ознаки хвороби
Серед основних ознак хвороби можна виділити такі:
- сильні головні болі
- нудота, блювання, озноб
- втрата чи заплутаність свідомості
- кома
- судоми
- болі в шиї при згинанні її вперед
- різке підвищення температури
- екзофтальм (випинання очного яблука вперед, а в деяких випадках, і зміщення його в бік)
- офтальмоплегія (параліч очних м'язів внаслідок враження нервів що відповідають за рух очей)
- набряк диску зорового нерва
- набряк повік
- втрата зору
- зниження або втрата лицевої чутливості

## Постановка діагнозу
Для того, щоб діагностувати тромбоз кавернозного синусу, необхідно провести наступні процедури:
- аналіз крові на наявність у ній стрептококів і стафілококів, які є збудниками захворювання
- бактеріологічний аналіз зразків рідини(слизу, гною) з горлянки й носа
- комп'ютерна томографія придаткових пазух головного мозку й очей
- магнітно-резонансна томографія

Лікуванням тромбозу кавернозного синусу займається невролог чи інфекціоніст.

## Тактика лікування
Після діагностики захворювання має негайно пройти адекватне лікування:
- Спочатку лікар призначає хворому внутрішньовенне приймання антибіотиків у великих дозах: нафциллін, оксацилін, цефолоспорини III покоління.
- При відсутності протягом 24 годин поліпшень після введення антибіотиків може бути призначено хірургічне втручання — дренування синуса.
- Другий етап лікування передбачає використання глюкокортикоїдів (дексаметазону) — у разі порушення функції черепних нервів.
- Що стосується застосування антикоагулянтів (препаратів, що перешкоджають згортанню крові та запобігають тромбоутворенню), то тут думки фахівців не збігаються, оскільки їх позитивний вплив на хворобу часто повністю перекривається побічними ефектами.

## Можливі ускладнення
Досить часто тромбоз кавернозних синусів призводить до таких наслідків
- сліпота
- інсульт — гостре порушення кровообігу в мозку, яке часто призводить до інвалідизації, смерті хворого
- порушення функції шишкоподібної залози (епіфіза), яка відповідає за гальмування виділення гормонів росту, гальмування розвитку пухлин, статеве дозрівання й поведінку

Такі ускладнення спостерігаються приблизно в 30 % хворих.
Приблизно стільки складає відсоток смертності від цього захворювання.
Частіше всього прогноз на одужання несприятливий.

## Висновок
Отже, тромбоз печеристого синуса — небезпечне й важковиліковне захворювання, яке в більшості випадків приводить до інвалідності, а інколи навіть до смерті пацієнта.
Тому, щоб уникнути цього, необхідно дотримуватись профілактичних заходів, покликаних запобігти хворобі: по можливості уникати утворення запальних процесів у організмі, вести здоровий спосіб життя й вчасно звертатися до лікарні по допомогу.
Неухильне дотримання цих вимог істотно знизить ризик тромбоутворення.